# SO3
SO3 es un sistema operativo para PC de origen Dominicano desarrollado por SHD Dominicana en 1999, orientado a pcs de escritorio y servidores. compatible con el estándar posix.

## Características
Su principal característica es su modularidad y su adaptabilidad lo que lo hacen uno de los sistemas más flexibles de todos los tiempos. Sus desarrollos llaman a esto «evolución acelerada». Cada usuario que posee este sistema es capaz de hacerle cambios y poder distribuirlo libremente con dichos cambios.

## Historia
El desarrollo comenzó a partir del año 1999 por estudiantes de la universidad autónoma de Santo Domingo, quienes formaron una compañía de software libre llamada SHD Dominicana. La primera versión fue escrita completamente en ensamblador optimizado para i386, lo que lo hacía un sistema rápido pero poco transportable, así que los desarrolladores decidieron elaborarlo en c++, y así aprovechar dos características en una: portabilidad y poo.
- Datos: Q6116241